# Argumentstructuur
Argumentstructuur is de manier waarop argumenten van transitieve werkwoorden worden onderscheiden van argumenten van intransitieve werkwoorden. Dit onderscheid wordt over het algemeen tegelijk op morfologisch niveau (door middel van verbuiging en/of congruentie) en op syntactisch niveau (door middel van woordvolgorde) gemaakt, en is daarmee morfosyntactisch van aard.

## Grammaticaal-semantische betrekkingen
Transitieve werkwoorden hebben twee kernargumenten, meestal het onderwerp en lijdend voorwerp. In termen van thematische relaties worden dit er drie: het onderwerp, de agens en de patiëns. Het onderwerp is niet noodzakelijkerwijs hetzelfde als de agens, maar kan bijvoorbeeld ook alleen ondervindend voorwerp zijn. Indien een transitief werkwoord alleen is verbonden met de agens en de patiëns, wordt gesproken van een monotransitieve inrichting. Bij ditransitieve inrichting zijn de agens, het thema (vaak gelijk aan het lijdend voorwerp) en het doel of de ontvanger (vaak gelijk aan het meewerkend voorwerp) de werkwoordsargumenten.  
Op grond hiervan kunnen op grond van dit morfosyntactische onderscheid de volgende subgroepen worden onderscheiden, die elkaars deels overlappen: 

#### Monotransitief
- De nominatief-accusatieve talen, zoals alle Germaanse en Romaanse talen.
- De ergatief/absolutief-talen met het ergatieve systeem, zoals het Baskisch en de meeste Kaukasische talen.
- De ergatief-accusatieve talen, waarin het onderwerp van een intransitieve zin, het onderwerp van ene transitieve zin en het lijdend voorwerp allemaal verschillend worden gemarkeerd. Talen met dit onderscheid zijn uiterst zeldzaam; een voorbeeld is het Nez Percé.
- De talen met het actief/passieve systeem, zoals het Dakota of Guaraní;
- De actief-statieve talen, waarin het argument van sommige intransitieve werkwoorden hetzelfde wordt behandeld als de agens van transitieve werkwoorden, en het argument van andere intransitieve werkwoorden hetzelfde als het lijdend voorwerp van transitieve (dit wordt genoteerd als Sa=A; So=O). Een voorbeeld van een actief-statieve taal is het Georgisch. De verdeling verschilt per taal en hangt af van zaken als lexicaal verband en bepaalde gevoelsnuances die de spreker wil aanbrengen.

#### Ditransitief
- Indirectieve inrichting, waarbij de patiëns van de monotransitieve zin hetzelfde wordt gemarkeerd als het thema van de ditransitieve zin, zoals in het Nederlands en Duits;
- Secundaire inrichting, waarbij de patiëns van de ditransitieve zin hetzelfde wordt gemarkeerd als het doel van de intransitieve, zoals in het Yoruba.
- Neutrale inrichting, waarbij objectargumenten van ditransitieve zinnen nooit worden gemarkeerd.

## Combinaties
In de praktijk werken bijna alle talen met combinaties van verschillende morfosyntactische systemen, bijvoorbeeld het accusatieve en het ergatieve systeem in het geval van gespleten ergativiteit. De keuze van een van de systemen in een bepaalde context hangt dan af van bijvoorbeeld de precieze aard van de werkwoordsargumenten of het gezegde. Andere factoren die in dit verband een rol spelen zijn bepaaldheid en (bijvoorbeeld in het Japans) de beleefdheidshiërarchie, waarbij de keuze van een bepaald systeem afhangt van de vraag of bijvoorbeeld het onderwerp dan wel het lijdend voorwerp volgens de spreker meer "aanzien" heeft. Ook aspecten zoals tempus kunnen in sommige talen zoals het Hindi door middel van de keuze voor een bepaald morfosyntactisch systeem worden uitgedrukt.